# 三上町
三上町（みかみちょう）は、愛知県豊川市の地名。

## 地理

### 河川・池沼
- 豊川

### 交通
- 愛知県道31号東三河環状線
- 愛知県道69号豊橋乗本線
- 愛知県道380号豊橋一宮線

### 施設
- 三上町深田集会所
- 共立荻野病院
- JAひまわりとまと集出荷センター
- 三上地区市民館

- 清泰寺
- 天神社
- 三上地区市民館
- 豊川市立三上保育園

## 歴史

### 地名の由来
三渡野村の「三」と堹之上村の「上」の合成による命名とみられる。

### 沿革
- 1878年（明治11年）- 八名郡三渡野村・堹之上村・古川新田が合併し、同郡三上村が成立[1]。
- 1889年（明治22年） - 市制町村制による三上村となる[1]。
- 1955年（昭和30年） - 豊川市三上町となる[1]。
- 1988年（昭和63年） - 一部が麻生田町に編入される[1]。

### 人口の変遷
国勢調査による人口および世帯数の推移。
| 1995年（平成7年）  | 267世帯 1109人 |  |
| 2000年（平成12年） | 282世帯 1141人 |  |
| 2005年（平成17年） | 292世帯 1140人 |  |
| 2010年（平成22年） | 304世帯 1141人 |  |
| 2015年（平成27年） | 333世帯 1137人 |  |
| 2020年（令和2年）  | 332世帯 1150人 |  |

### WEB
1. ↑  “愛知県豊川市の町丁・字一覧”.   人口統計ラボ. 2024年5月1日閲覧。
2. 1 2  総務省統計局 (2022年2月10日). “令和2年国勢調査の調査結果(e-Stat) - 男女別人口，外国人人口及び世帯数－町丁・字等” (CSV). 2023年8月2日閲覧。
3. ↑  “読み仮名データの促音・拗音を小書きで表記するもの(zip形式) 愛知県” (zip).   日本郵便 (2024年2月29日). 2024年3月26日閲覧。
4. ↑  “市外局番の一覧” (PDF).   総務省 (2022年3月1日). 2022年3月22日閲覧。
5. ↑  “ナンバープレートについて”.   一般社団法人愛知県自動車会議所. 2024年1月21日閲覧。
6. ↑  総務省統計局 (2014年3月28日). “平成7年国勢調査の調査結果(e-Stat) - 男女別人口及び世帯数 －町丁・字等” (CSV). 2021年7月20日閲覧。
7. ↑  総務省統計局 (2014年5月30日). “平成12年国勢調査の調査結果(e-Stat) - 男女別人口及び世帯数 －町丁・字等” (CSV). 2021年7月20日閲覧。
8. ↑  総務省統計局 (2014年6月27日). “平成17年国勢調査の調査結果(e-Stat) - 男女別人口及び世帯数 －町丁・字等” (CSV). 2021年7月21日閲覧。
9. ↑  総務省統計局 (2012年1月20日). “平成22年国勢調査の調査結果(e-Stat) - 男女別人口及び世帯数 －町丁・字等” (CSV). 2021年7月21日閲覧。
10. ↑  総務省統計局 (2017年1月27日). “平成27年国勢調査の調査結果(e-Stat) - 男女別人口及び世帯数 －町丁・字等” (CSV). 2021年7月21日閲覧。

### 書籍
1. 1 2 3 4 5  「角川日本地名大辞典」編纂委員会 1989, p. 1265.